# Neotrichia durior
Neotrichia durior är en nattsländeart som beskrevs av Oliver S. Flint Jr. 1983. Neotrichia durior ingår i släktet Neotrichia och familjen smånattsländor. Inga underarter finns listade i Catalogue of Life.